# طريق مسدود

الإشارة الدولية (تستخدم معظم الدول هذا الإشارة للطريق المسدود)

الإشارة
في الإمارات العربية المتحدة

الطريق المسدود أو الردب أو الرَّتُوج هو طريق غير نافذ. السيارة التي تدخل هذا الطريق يجب أن تسير نحو الخلف أو تعود على عقبها لكي تتمكن من الخروج. توضع عادة لافتات مرورية للتنبيه إلى مثل هذه الطرقات.
هذه الطرق تساعد في خدمات كثير من الوحدات (خدمات مرور السيارات) دون الحاجة لإيصال أكثر من طريق لكل وحده، فهى تستخدم لتقليل نسبة طرق مرور السيارات

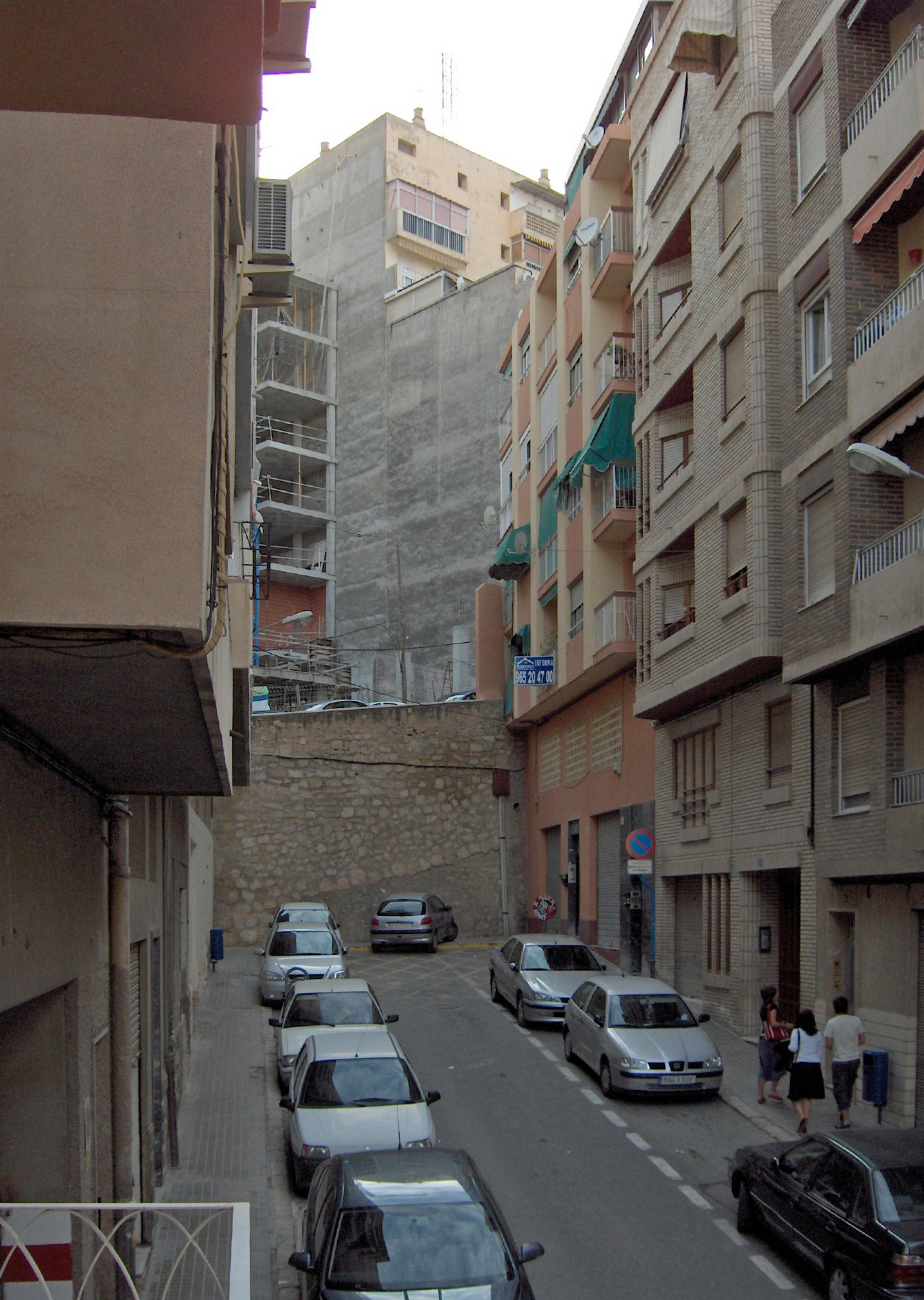
طريق مسدود بأليكانتي، منطقة بلنسية